# NASCAR Nextel Cup de 2007
A Temporada da NASCAR Nextel Cup de 2007 foi a 58º edição da Nascar, com 36 etapas disputadas o campeão foi Jimmie Johnson.

## Calendário
| N.                       | Data   | Corrida                     | Circuito                        | Vencedor           | Segundo            | Terceiro           |
| 1                        | 18-feb | Daytona 500                 | Daytona International Speedway  | Kevin Harvick      | Mark Martin        | Jeff Burton        |
| 2                        | 25-feb | Auto Club 500               | California Speedway             | Matt Kenseth       | Jeff Gordon        | Jimmie Johnson     |
| 3                        | 11-mrt | UAW-DaimlerChrysler 400     | Las Vegas Motor Speedway        | Jimmie Johnson     | Jeff Gordon        | Denny Hamlin       |
| 4                        | 18-mrt | Kobalt Tools 500            | Atlanta Motor Speedway          | Jimmie Johnson     | Tony Stewart       | Matt Kenseth       |
| 5                        | 25-mrt | Food City 500               | Bristol Motor Speedway          | Kyle Busch         | Jeff Burton        | Jeff Gordon        |
| 6                        | 1-apr  | Goody’s Cool Orange 500     | Martinsville Speedway           | Jimmie Johnson     | Jeff Gordon        | Denny Hamlin       |
| 7                        | 15-apr | Samsung 500                 | Texas Motor Speedway            | Jeff Burton        | Matt Kenseth       | Mark Martin        |
| 8                        | 21-apr | Subway Fresh Fit 500        | Phoenix International Raceway   | Jeff Gordon        | Tony Stewart       | Denny Hamlin       |
| 9                        | 29-apr | Aaron's 499                 | Talladega Superspeedway         | Jeff Gordon        | Jimmie Johnson     | Kurt Busch         |
| 10                       | 5-mei  | Crown Royal 400             | Richmond International Raceway  | Jimmie Johnson     | Kyle Busch         | Denny Hamlin       |
| 11                       | 12-mei | Dodge Avenger 500           | Darlington Raceway              | Jeff Gordon        | Denny Hamlin       | Jimmie Johnson     |
| 12                       | 27-mei | Coca-Cola 600               | Charlotte Motor Speedway        | Casey Mears        | J. J. Yeley        | Kyle Petty         |
| 13                       | 3-jun  | Autism Speaks 400           | Dover International Speedway    | Martin Truex Jr.   | Ryan Newman        | Carl Edwards       |
| 14                       | 10-jun | Pocono 500                  | Pocono Raceway                  | Jeff Gordon        | Ryan Newman        | Martin Truex Jr.   |
| 15                       | 17-jun | Citizens Bank 400           | Michigan International Speedway | Carl Edwards       | Martin Truex Jr.   | Tony Stewart       |
| 16                       | 24-jun | Toyota/Save Mart 350        | Infineon Raceway                | Juan Pablo Montoya | Kevin Harvick      | Jeff Burton        |
| 17                       | 1-jul  | Lenox Industrial Tools 300  | New Hampshire Motor Speedway    | Denny Hamlin       | Jeff Gordon        | Martin Truex Jr.   |
| 18                       | 7-jul  | Pepsi 400                   | Daytona International Speedway  | Jamie McMurray     | Kyle Busch         | Kurt Busch         |
| 19                       | 15-jul | USG Sheetrock 400           | Chicagoland Speedway            | Tony Stewart       | Matt Kenseth       | Carl Edwards       |
| 20                       | 29-jul | Brickyard 400               | Indianapolis Motor Speedway     | Tony Stewart       | Juan Pablo Montoya | Jeff Gordon        |
| 21                       | 5-aug  | Pennsylvania 500            | Pocono Raceway                  | Kurt Busch         | Dale Earnhardt Jr. | Denny Hamlin       |
| 22                       | 12-aug | Centurion Boats at The Glen | Watkins Glen International      | Tony Stewart       | Denny Hamlin       | Jimmie Johnson     |
| 23                       | 19-aug | 3M Performance 400          | Michigan International Speedway | Kurt Busch         | Martin Truex Jr.   | Jimmie Johnson     |
| 24                       | 25-aug | Sharpie 500                 | Bristol Motor Speedway          | Carl Edwards       | Kasey Kahne        | Clint Bowyer       |
| 25                       | 2-sep  | Sharp Aquos 500             | California Speedway             | Jimmie Johnson     | Carl Edwards       | Kyle Busch         |
| 26                       | 8-sep  | Chevy Rock and Roll 400     | Richmond International Raceway  | Jimmie Johnson     | Tony Stewart       | David Ragan        |
| Chase for the Nextel Cup |        |                             |                                 |                    |                    |                    |
| 27                       | 16-sep | Sylvania 300                | New Hampshire Motor Speedway    | Clint Bowyer       | Jeff Gordon        | Tony Stewart       |
| 28                       | 23-sep | Dodge Dealers 400           | Dover International Speedway    | Carl Edwards       | Greg Biffle        | Dale Earnhardt Jr. |
| 29                       | 30-sep | LifeLock 400                | Kansas Speedway                 | Greg Biffle        | Clint Bowyer       | Jimmie Johnson     |
| 30                       | 7-okt  | UAW Ford 500                | Talladega Superspeedway         | Jeff Gordon        | Jimmie Johnson     | Dave Blaney        |
| 31                       | 13-okt | Bank of America 500         | Charlotte Motor Speedway        | Jeff Gordon        | Clint Bowyer       | Kyle Busch         |
| 32                       | 21-okt | Subway 500                  | Martinsville Speedway           | Jimmie Johnson     | Ryan Newman        | Jeff Gordon        |
| 33                       | 28-okt | Pep Boys Auto 500           | Atlanta Motor Speedway          | Jimmie Johnson     | Carl Edwards       | Reed Sorenson      |
| 34                       | 4-nov  | Dickies 500                 | Texas Motor Speedway            | Jimmie Johnson     | Matt Kenseth       | Martin Truex Jr.   |
| 35                       | 11-nov | Checker Auto Parts 500      | Phoenix International Raceway   | Jimmie Johnson     | Greg Biffle        | Matt Kenseth       |
| 36                       | 18-nov | Ford 400                    | Homestead-Miami Speedway        | Matt Kenseth       | Kurt Busch         | Denny Hamlin       |

## Classificação final - Top 12

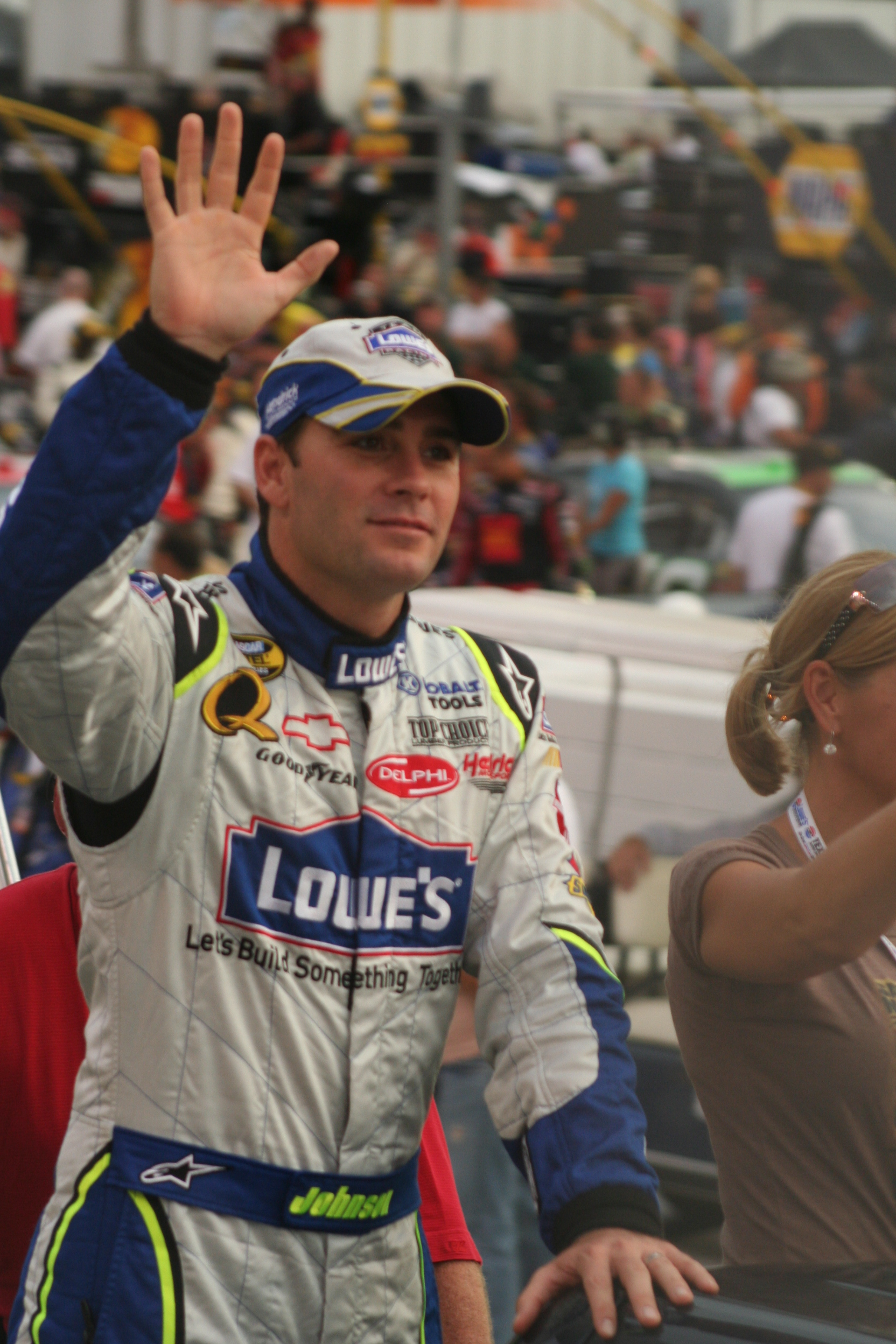
Jimmie Johnson campeão de 2007.

|    | Piloto           | Time                     | Auto      | V  | Pts  |
| -- | ---------------- | ------------------------ | --------- | -- | ---- |
| 1  | Jimmie Johnson   | Hendrick Motorsports     | Chevrolet | 10 | 6723 |
| 2  | Jeff Gordon      | Hendrick Motorsports     | Chevrolet | 6  | 6646 |
| 3  | Clint Bowyer     | Richard Childress Racing | Chevrolet | 1  | 6377 |
| 4  | Matt Kenseth     | Roush Fenway Racing      | Ford      | 2  | 6298 |
| 5  | Kyle Busch       | Hendrick Motorsports     | Chevrolet | 1  | 6293 |
| 6  | Tony Stewart     | Joe Gibbs Racing         | Chevrolet | 3  | 6242 |
| 7  | Kurt Busch       | Penske Racing            | Dodge     | 2  | 6231 |
| 8  | Jeff Burton      | Richard Childress Racing | Chevrolet | 1  | 6231 |
| 9  | Carl Edwards     | Roush Fenway Racing      | Ford      | 3  | 6222 |
| 10 | Kevin Harvick    | Richard Childress Racing | Chevrolet | 1  | 6199 |
| 11 | Martin Truex Jr. | Dale Earnhardt, Inc.     | Chevrolet | 1  | 6164 |
| 12 | Denny Hamlin     | Joe Gibbs Racing         | Chevrolet | 1  | 6143 |